# Michael Ruse
Michael Ruse, född 21 juni 1940 i Birmingham, West Midlands, död 1 november 2024, var en brittisk-kanadensisk vetenskapsteoretiker som arbetade inom ämnesområdet "biologins filosofi". Han har i sin forskning behandlat bl.a. demarkationsproblemet och motsatsförhållandet mellan skapelsetro och evolutionsteori. 
Ruse vittnade för målsäganden under rättegången McLean v. Arkansas år 1981, där han argumenterade mot en lag som tillät undervisning av kreationism som en vetenskaplig teori i staten Arkansas allmänna skolor, något som även övertygade den federala domare som ledde rättegången. Ruse var ateist och har gjort sig känd som en skarp kritiker av kreationismen. Han var professor i filosofi vid Florida State University.

## Akademisk karriär
Efter kandidatexamen vid University of Bristol 1962 flyttade Ruse vid 22 års ålder till Kanada, där han 1964 blev filosofie magister vid McMaster University. Han började undervisa vid University of Guelph 1965 och bedrev, samtidigt som han behöll sin tjänst vid Guelph, doktorandstudier vid University of Bristol, där han avlade doktorsexamen 1970. Fyra år senare utnämndes han till professor vid University of Guelph. Efter att ha arbetat vid University of Guelph i 35 år blev han 2000 professor i filosofi vid Florida State University. 
Michael Ruse grundade den akademiska tidskriften Biology and Philosophy. Han var en mycket produktiv skribent och upphovsman till en lång rad böcker, huvudsakligen om evolutionsbiologi och darwinism.

## Utmärkelser
Michael Ruse var hedersdoktor vid Universitetet i Bergen, McMaster University, University of New Brunnswick och University College London. 1983 tilldelades han Guggenheim-stipendiet för sin verksamhet som vetenskaplig författare.